# Ricardo Alarcón

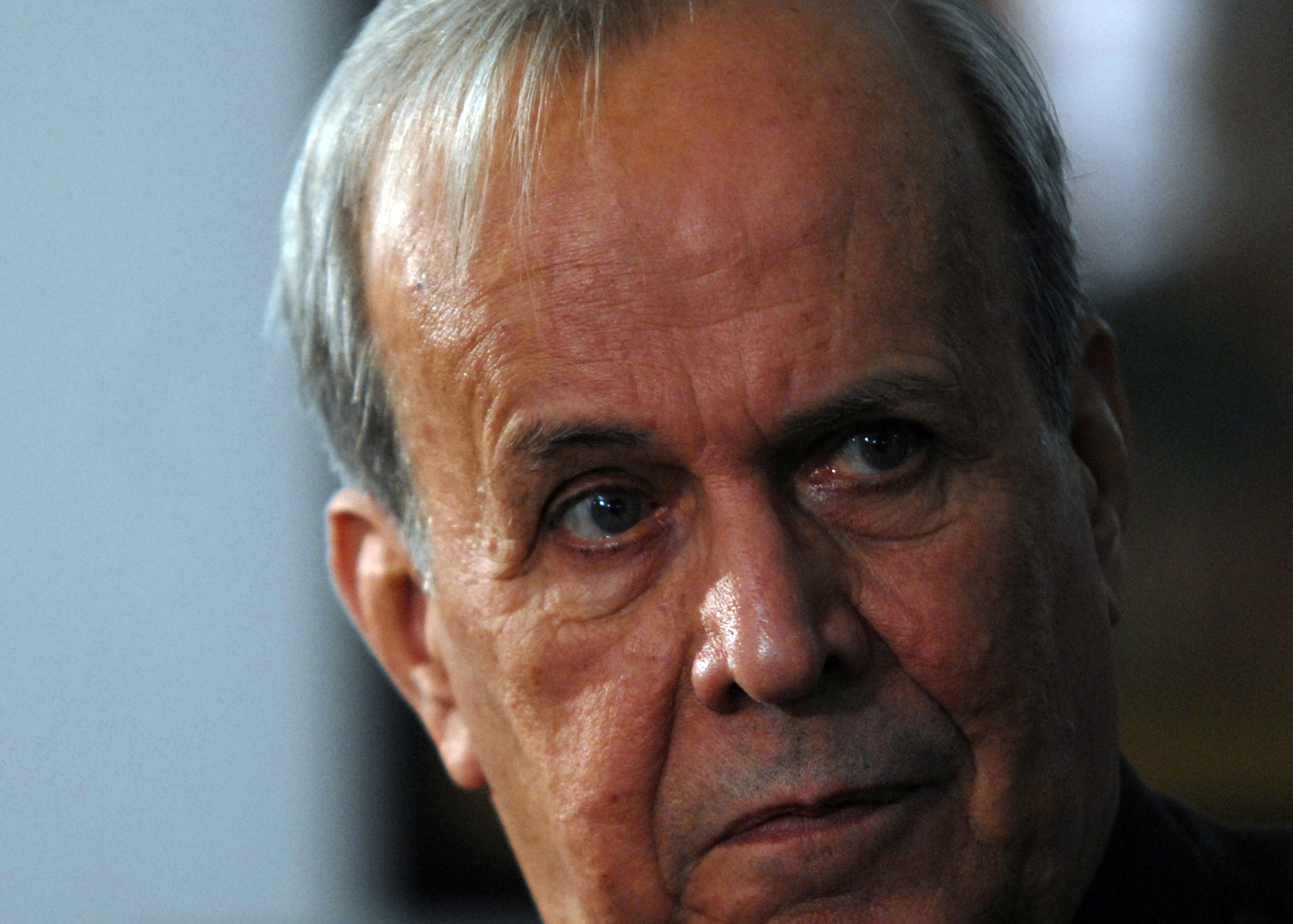
Ricardo Alarcón (2008)

Ricardo Alarcón de Quesada (* 21. Mai 1937 in Havanna, Kuba; † 1. Mai 2022 ebenda) war ein kubanischer Politiker. Er gehörte nach der kubanischen Revolution von 1959 bis 2013 zu den höchsten Repräsentanten der politischen Führung des Landes.

## Biografie
Vor der kubanischen Revolution von 1959 gehörte Ricardo Alarcón bereits der Bewegung des 26. Juli in Havanna an, die den Sturz des Diktators Fulgencio Batista betrieb, und organisierte die Jugendbrigaden der Guerilla.
Ab Mitte 1959 moderierte er auf Vorschlag Fidel Castros die Fernsehsendung Ante la Prensa (Vor der Presse) des landesweiten Senders CMQ TV, das Fidel und Raúl Castro, Ernesto Guevara und Osvaldo Dorticós häufig nutzten, um der Öffentlichkeit die Entscheidungen der Revolutionsregierung vorzustellen. Hierdurch wurde auch Alarcón einem größeren Publikum bekannt.
1959 nahm er sein unterbrochenes Philosophiestudium an der Universität Havanna wieder auf. Im Oktober 1959 wurde er wegen seiner radikalen Positionen vom Provinzverband Havanna aus der Bewegung des 26. Juli ausgeschlossen. Im selben Monat fanden die landesweiten Präsidiumswahlen des Studentenverbandes FEU statt, bei denen er sich auf Vorschlag von Raúl Castro in direkter Konkurrenz zum M-26-7-Vertreter Pedro Luis Boitel auf einer gemeinsamen Liste mit drei Vertretern der ehemaligen Widerstandsbewegung Directorio Revolucionario aufstellen ließ, die nach einer öffentlichen Intervention des Regierungschefs und Revolutionsführers Fidel Castro am Wahltag die meisten Stimmen der Studenten erhielt. Alarcón wurde daraufhin stellvertretender FEU-Vorsitzender hinter Rolando Cubela, dem Militärchef des Directorio Revolucionario, der im Bündnis mit Castros Rebellenarmee gekämpft hatte und den Rang eines Comandante besaß. Nachdem die FEU-Wahlen des Jahres 1960 in einem Klima harter politischer Auseinandersetzungen auf unbestimmte Zeit verschoben wurden und Cubela 1961 die FEU verließ, übernahm Alarcón den Vorsitz des Verbands. Er trug in dieser Position maßgeblich dazu bei, die zuvor traditionell kritischen und pluralistischen Kräfte an den Universitäten, die für die Regierung häufig eine Herausforderung darstellten, den vereinheitlichenden Strukturen der Revolution unterzuordnen. Sein Studium schloss er mit dem Doktorgrad in Philosophie ab.
1962 trat er ins kubanische Außenministerium ein und war dort bis 1964 Abteilungsleiter für Lateinamerika. Ab 1980 war er Mitglied des Zentralkomitees der Kommunistischen Partei Kubas (PCC), der er seit ihrer Gründung 1965 angehörte. Sein Schwerpunkt lag in der kubanischen Außenpolitik. So war er Ständiger Vertreter Kubas bei den Vereinten Nationen (1966–1978) und danach bis 1992 Erster Vizeaußenminister. Von den 1980er Jahren bis 2003 war Alarcón Leiter der kubanischen Verhandlungskommission in den Beziehungen zu den USA.
Von 1992 bis 1993 war er als Nachfolger Isidoro Malmiercas Außenminister Kubas. Sein Nachfolger als Außenminister wurde 1993 der bisherige Erste Sekretär des Kommunistischen Jugendbundes (Unión de Jóvenes Comunistas), Roberto Robaina. Alarcón war seit 1980 Mitglied des Politbüros der Kommunistischen Partei Kubas und seit 1993 Präsident der Nationalversammlung. Beide Ämter hatte er bis 2013 inne.
In einem für ein Mitglied der kubanischen Staatsführung einmaligen Ereignis stellte er sich 1996 einer öffentlichen Debatte mit Jorge Mas Canosa, dem damals führenden Vertreter rechtskonservativer Exilkubaner. Die moderierte Fernsehdiskussion zwischen dem kubanischen Parlamentspräsidenten und dem Gründungsvorsitzenden der Cuban American National Foundation wurde in den Vereinigten Staaten auf dem spanischsprachigen Kanal CBS-TeleNoticias und von über 20 lateinamerikanischen Sendern ausgestrahlt, jedoch nicht auf Kuba. In der Debatte sprach Alarcón seinem Gegenüber ab, Kubaner zu sein.
Im Februar 2008 stand Alarcón im Fokus internationaler Medienberichte, nachdem ein Videomitschnitt einer Diskussion mit Studenten in Havanna an die Öffentlichkeit gelangt war, während der er mit außergewöhnlich deutlichen Fragen zur kubanischen Politik konfrontiert wurde, denen er inhaltlich wenig zu entgegnen wusste.
Im Frühjahr 2012 wurde Alarcóns engster Mitarbeiter, Miguel Alvarez, gemeinsam mit seiner Ehefrau festgenommen und blieb inhaftiert, ohne dass die kubanischen Medien oder die Behörden über den Fall informiert hätten. Im Februar 2014 wurde bekannt, dass Alvarez und seine Ehefrau zu 30 und 15 Jahren wegen vermeintlicher Spionage verurteilt wurden.
Im Dezember 2012 gab die Tageszeitung Granma, das Organ des Zentralkomitees der Kommunistischen Partei Kubas, die dem Volk zur Bestätigung im Februar 2012 vorgeschlagenen 612 Kandidaten für die Nationalversammlung bekannt (jeweils ohne Gegenkandidaten). Indem Alarcón auf dieser Kandidatenliste nicht enthalten war, wurde kommuniziert, dass er das Amt des Parlamentspräsidenten ab der kommenden Legislaturperiode nicht mehr innehaben würde. Als Nachfolger wurde auf der konstituierenden Sitzung des neugewählten Parlaments Esteban Lazo gewählt. Im Juni 2013 schied Alarcón, 76-jährig, gemeinsam mit weiteren langjährigen Mitgliedern aus dem Zentralkomitee und damit gleichzeitig auch aus dem Politbüro der Kommunistischen Partei aus. Staatschef Raúl Castro bezeichnete dies als normalen Wechsel, der „nichts Negatives“ zu bedeuten habe.